# 任実駅
任実駅（イムシルえき）は、全北特別自治道任実郡任実邑にある全羅線の鉄道駅。 
任実郡の中心駅ではあるが郡庁までは2kmほど距離がある。ムグンファ号の一部が停車する。

## 歴史
- 1931年10月1日 : 普通駅として開業。
- 1950年10月15日 : 朝鮮戦争により休止。
- 1957年6月14日 : 旧駅舎竣工。
- 1994年9月27日 : 新駅舎竣工。
- 2008年11月1日 : 貨物の取扱を中止。[1]

## 駅構造
ホームは2面2線の相対式ホームとなっている。また、外側に待避線2線が設置されており、通過待ちが可能。

### ホーム
| ↑ 全州      |
| ２ \| １ \| |
| 獒樹 ↓      |

| 1 | 全羅線 | 龍山 · 永登浦 · 安養 · 水原 · 平沢 · 天安方面 |
| 2 | 全羅線 | 順天 · 麗水エキスポ方面                       |

## 隣の駅
韓国鉄道公社
全羅線
全州駅 - (新里駅) - (竹林温泉駅) - (館村駅) - 任実駅 - (鳳泉駅) - 獒樹駅